# Bordillo

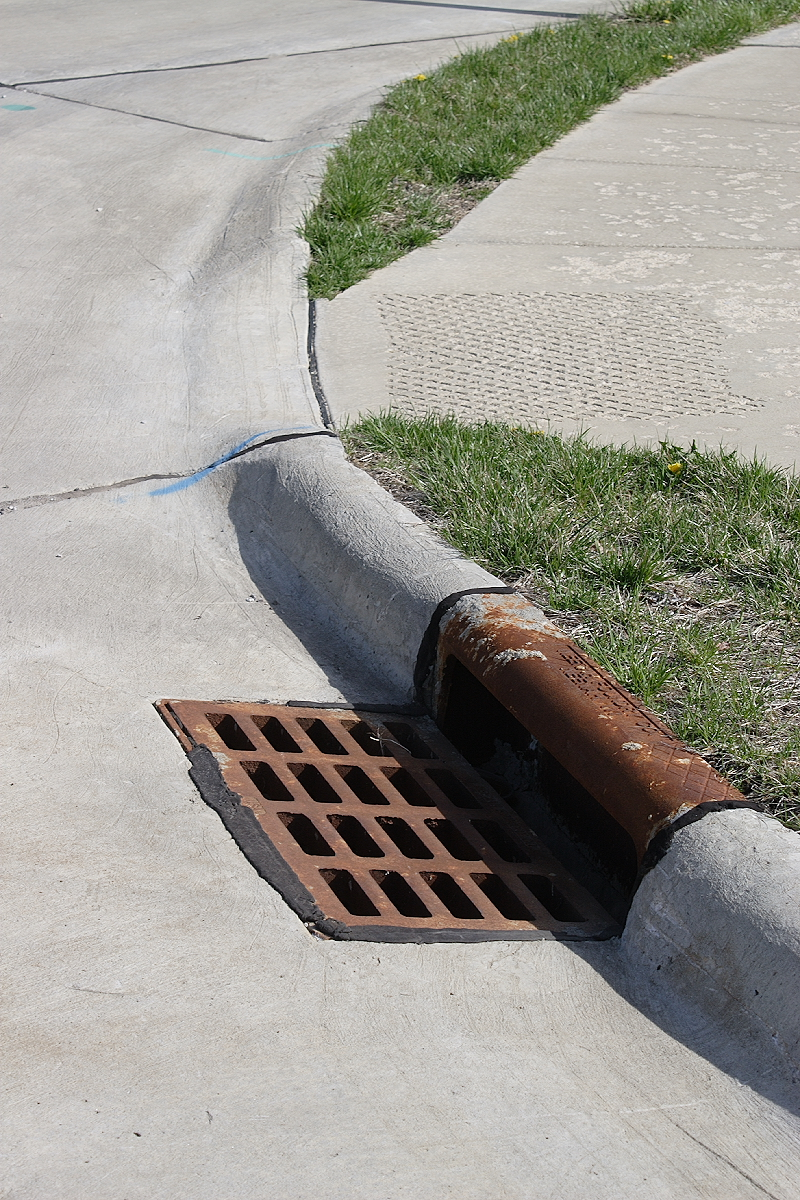
Bordillo o cordón.

El bordillo, cordón, contén, guarnición o sardinel es el lugar de unión entre la acera transitable por peatones y la calzada transitable por vehículos. Suele implicar un pequeño escalón de unos cinco o diez centímetros entre ambas superficies. Esto evita que tanto el agua como los vehículos invadan la acera.
También se colocan bordillos en las líneas de encuentro con otras superficies: césped, arena, interior y exterior de recintos, etcétera.
Suele usarse como separador en ciclovías para protegerlas del tránsito vehicular.
A veces, los bordillos son pintados para indicar la prohibición de estacionarse sobre esa acera.